# وینسنت آکاپاندی
وینسنت آکاپاندی (انگلیسی: Vincent Acapandié؛ زادهٔ ۹ فوریهٔ ۱۹۹۰) بازیکن فوتبال اهل فرانسه است.
از باشگاه‌هایی که در آن بازی کرده‌است می‌توان به باشگاه فوتبال اوسر اشاره کرد.
وی همچنین در تیم‌های ملی فوتبال France national under-16 football team و زیر ۱۷ سال فرانسه بازی کرده‌است.